# Nõmme (Leisi)
Nõmme – wieś w Estonii, w prowincji Sarema, w gminie Leisi.